# Ferencvárosi Dohánygyár
A Ferencvárosi Dohánygyár megszűnt dohányipari üzem volt Budapest IX. kerületében.

## Története
A 19. század második felében végbemenő magyar nagyipari fejlődés során számtalan gyár épült Budapest és más magyar városok területén. Nem voltak kivételek a dohánygyárak sem. A Kőbányai Dohánygyár az elsők között, 1850-ben épült fel a mai Üllői út – Kinizsi utca – Ráday utca – Köztelek utca által közrefogott telken. 
A gyár 60 éven keresztül működött. 1910-ben szűnt meg benne a termelés. Épületeinek nagy részét idővel elbontották. Napjainkban két épülete áll már csak: 
- a Kinizsi utcában egy nagyobb épület (Kinizsi u. 30-36., tervezte: Berczik Gyula, 1884),[1] itt a Kaltenberg Sörház & Étterem működött 2020-ig (Kinizsi u. 30-36.)
- a Ráday utcában, itt református kollégium működik (Ráday utca 28.)

## Régi térképábrázolások
- 1895-ös Budapest térkép
- 1903-as Budapest térkép
- 1908-as Budapest térkép
- 1937-es Budapest térkép
- 1945-ös Budapest térkép

## Képtár

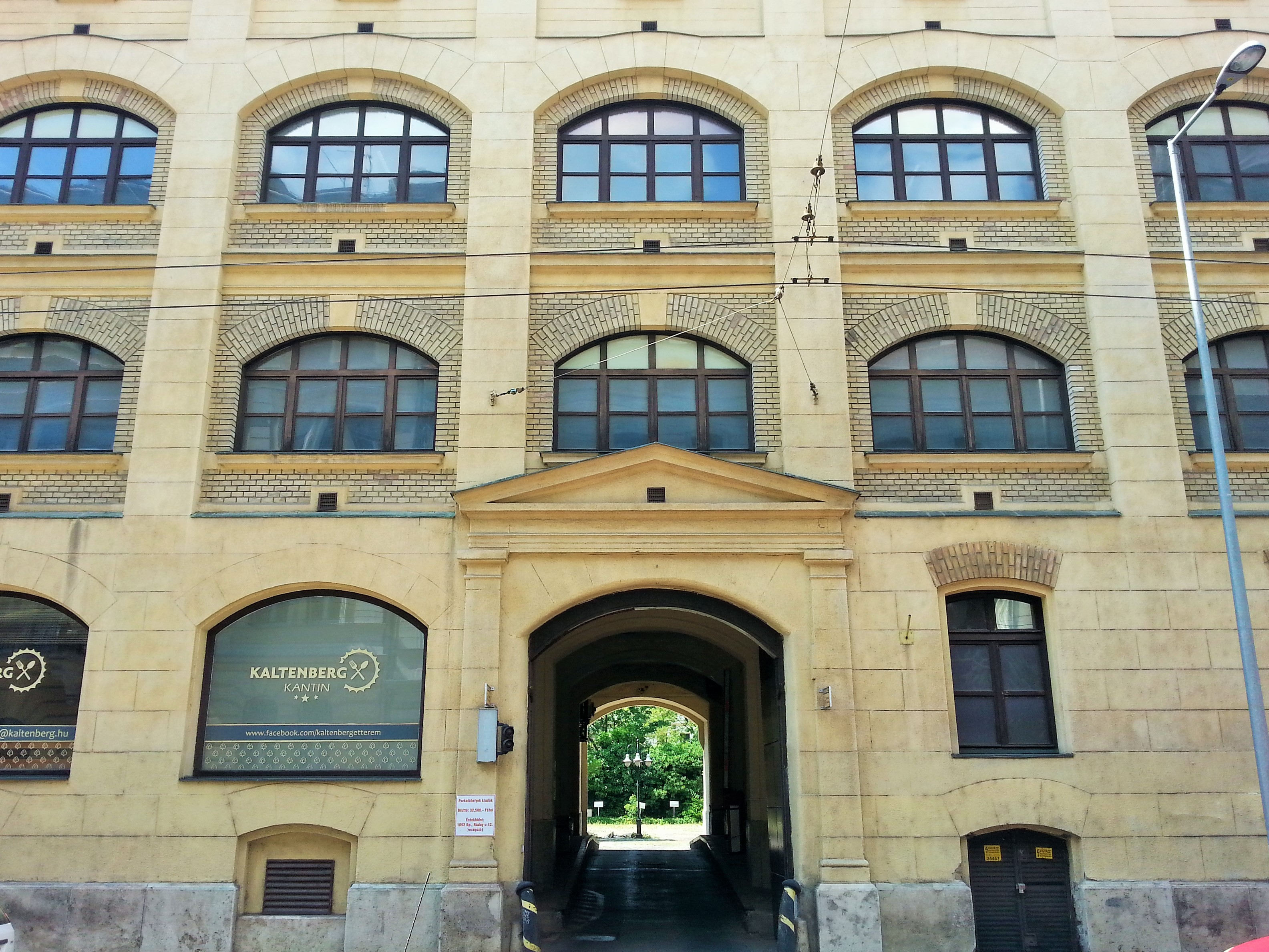
A Kinizsi utcai épület
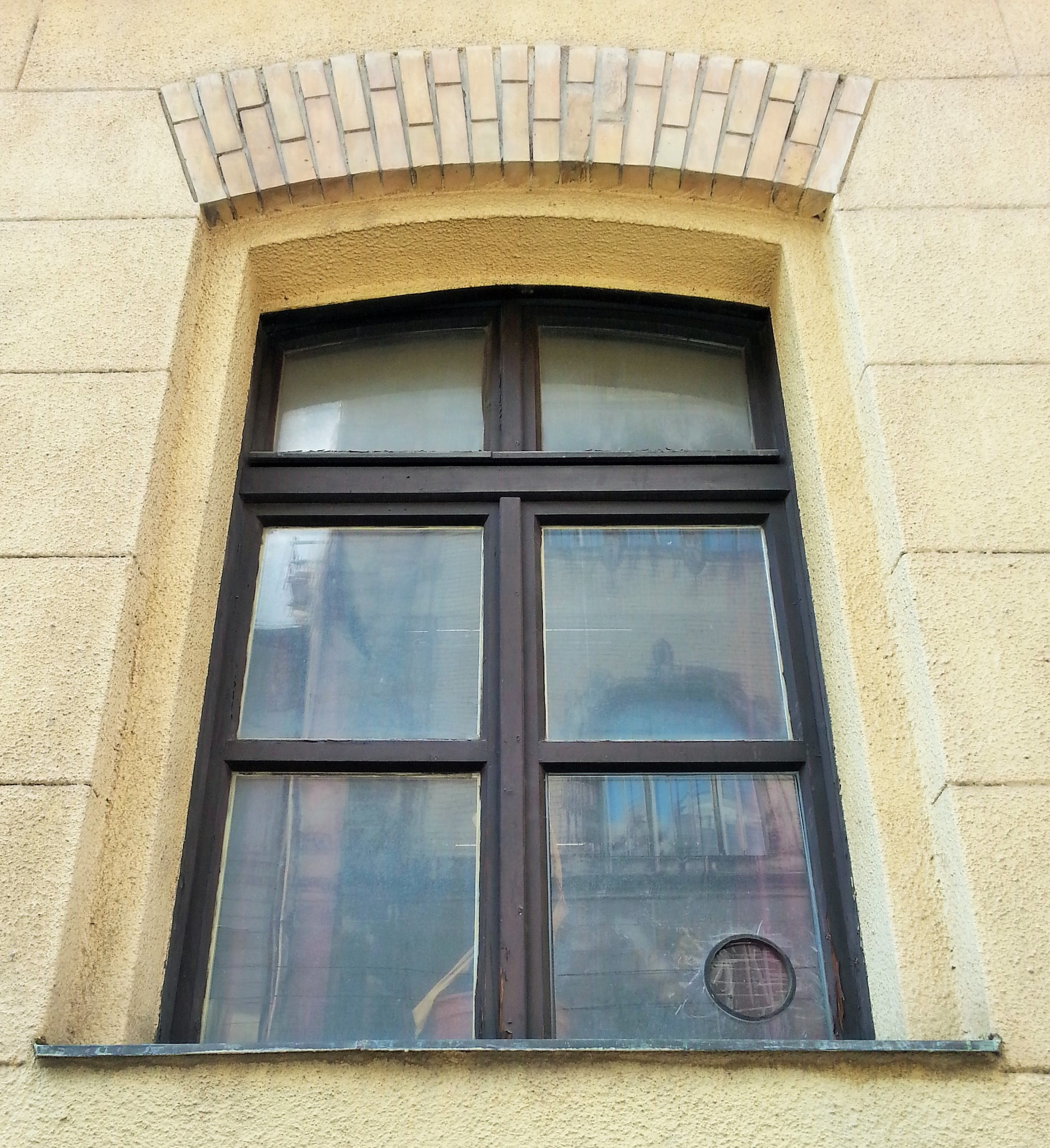
A Kinizsi utcai épület
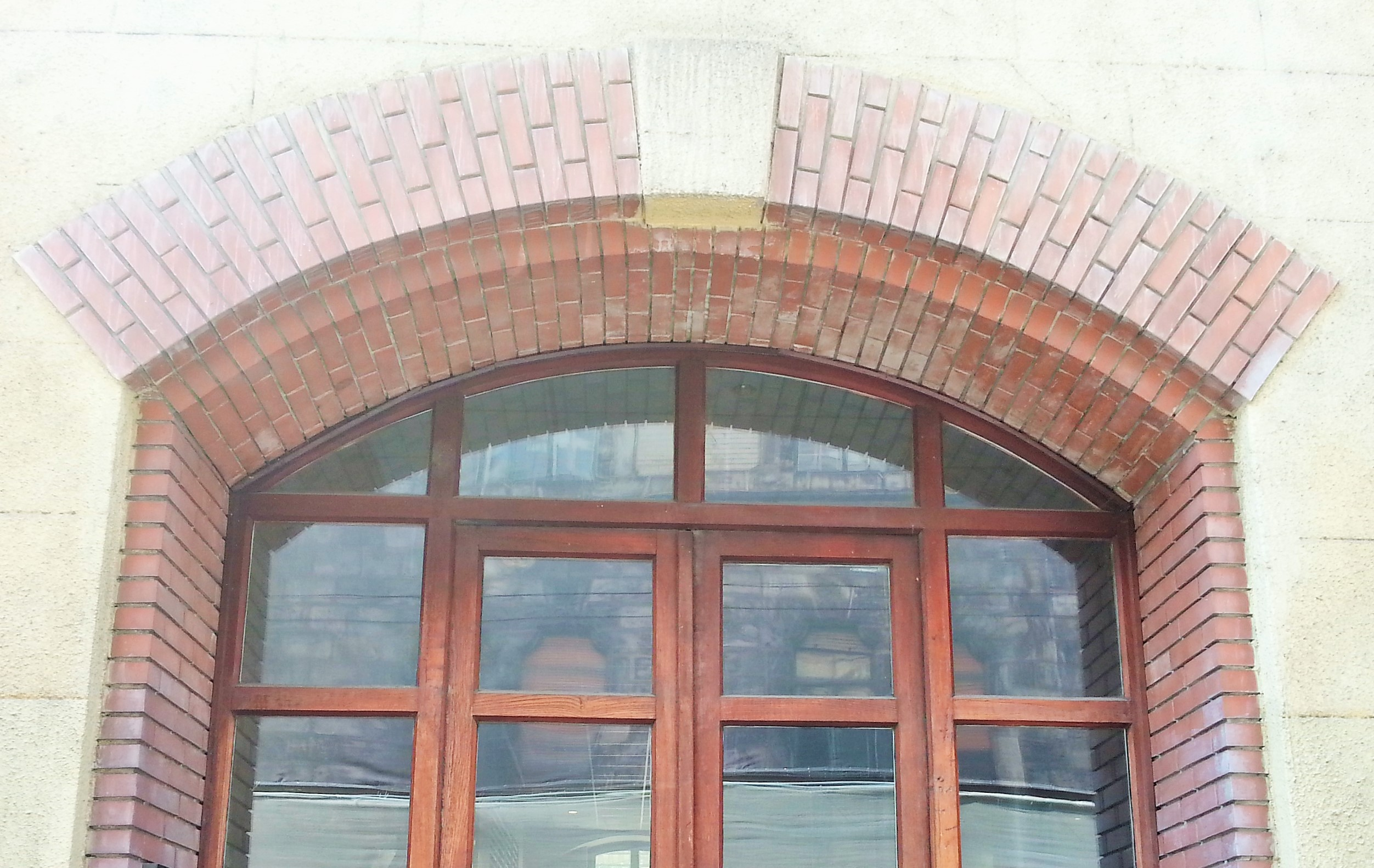
A Kinizsi utcai épület
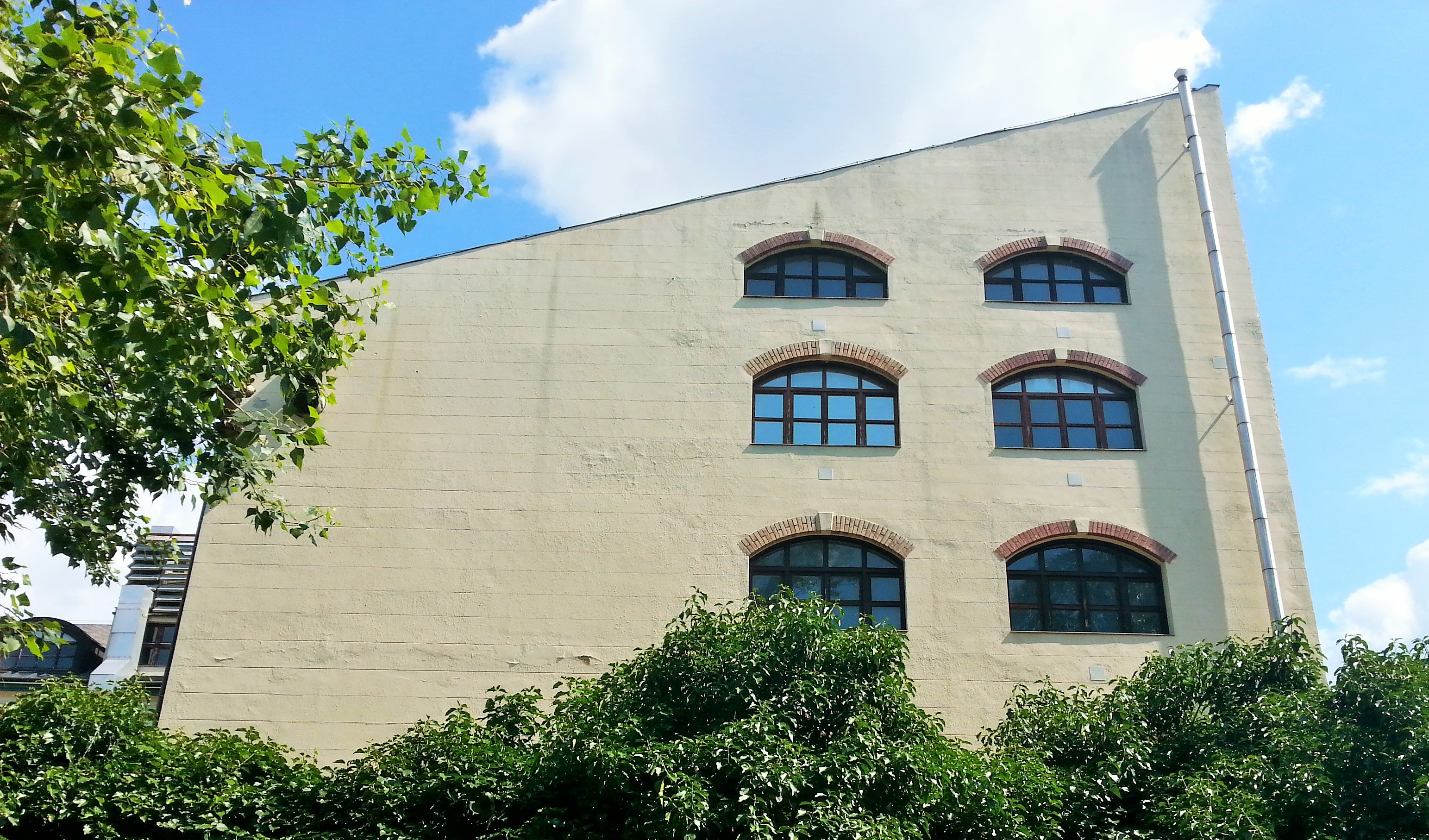
A Kinizsi utcai épület
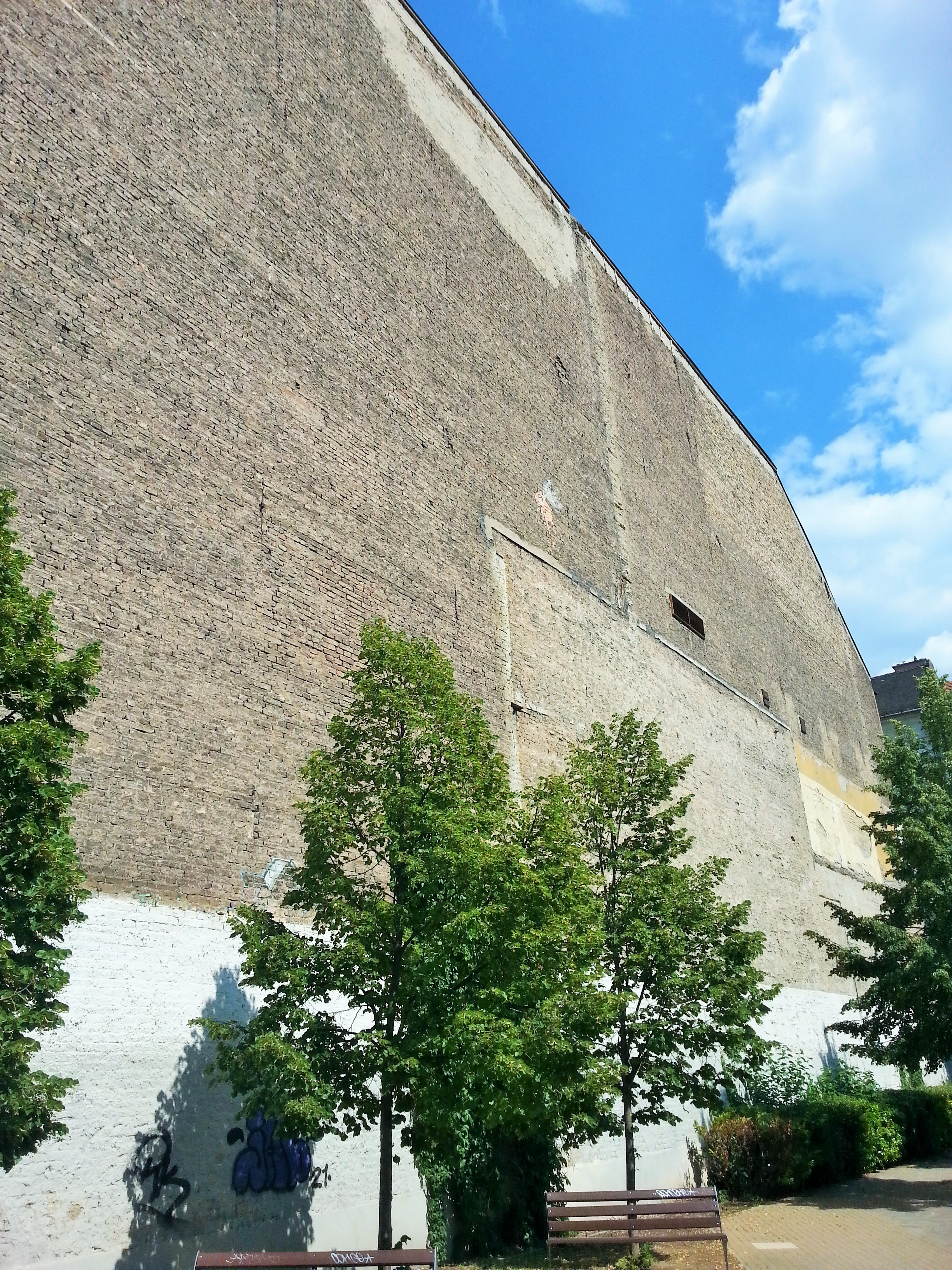
A Kinizsi utcai épület